# Valtatie 19
Pour les articles homonymes, voir Route nationale 19.
La route nationale 19 (en finnois : Valtatie 19, en suédois : Riksväg 19) est une route nationale de Finlande menant de Jalasjärvi à Nykarleby.
Elle mesure 129 kilomètres de long.

## Trajet

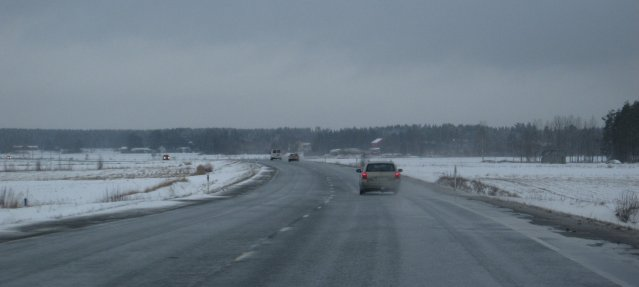
La valtatie 19 à Alahärmä.

La route nationale 19 traverse les municipalités suivantes :
Jalasjärvi – Ilmajoki – Seinäjoki – Lapua – Kauhava – Nykarleby - Ytterjeppo.